# Ghost Lion
A Ghost Lion, (Japánban Hovaito Raion denszecu (ホワイトライオン伝説; Hepburn: Howaito Raion Densetsu)) egy szerepjáték amit a Kemco adott ki Nintendo Entertainment System játékkonzolra. Ellentétben a legtöbb korabeli játékkal a Ghost Lionnak női főszereplője van.

## Cselekmény
A Ghost Lion úgy kezdődik, hogy egy fehér oroszlán megtámadja Maria faluját. Feltűnik egy hős aki elüldözi az oroszlánt, de Maria szülei ki akarják deríteni honnan jött az oroszlán és szándéka. Elindultak ezt kideríteni, de soha nem tértek vissza. A játékos akkor veszi át az irányítást amikor Mari úgy dönt, hogy elindul megkeresni őket. Amint megkezdi az utazását leszakad alatta egy híd és a folyó erős áramlata elmossa. Egy különös egy világban ébred ahonnan haza kell jutnia, miközben megkeresi a szüleit és a fehér oroszlánt.